# Valentín Erazo
Valentín Erazo war ein argentinischer Fußballspieler. Der Torwart wurde mit dem CSD Colo-Colo zweimal chilenischer Meister.

## Karriere
Valentín Erazo spielte 1937 und 1938 bei Unión Española. Nach Ausbruch des spanischen Bürgerkriegs und dem Rückzug von Unión Española wechselte er erst zu CF Universidad de Chile, allerdings nach nur drei Spielen direkt weiter zum CSD Colo-Colo. Bei den Albos war Erazo der erste ausländische Torwart und gewann die Meisterschaften 1939 und 1941, auch wenn er bei seiner zweiten Meisterschaft von Landsmann Obdulio Diano als Stammtorwart abgelöst wurde. Insgesamt absolvierte Erazo 40 Spiele für Colo-Colo.

## Erfolge
Colo-Colo
- Chilenischer Meister: 1939, 1941
- Campeonato de Apertura: 1940